# Goddard High-Resolution Spectrograph
A Goddard High-Resolution Spectrograph (magyarul: Goddard nagy felbontású spektrográf) a Hubble űrtávcső egyik első generációs műszere volt.
A GHRS-t nem más, mint egy nagyon érzékeny spektrográf, arra tervezték, hogy érzékelje a fényes célpontokból származó ultraibolya sugárzást, 105-től 320 nm-es hullámhosszok között.
Feladata a beérkező fény szétbontása volt, hogy megállapíthassa a távoli égitestekről az összetételüket, mozgásukat és hőmérsékletüket.
Helyét a második szervizküldetés során beépített Near Infrared Camera and Multi-Object Spectrometer vette át 1997 februárjában.